# 스니커넷

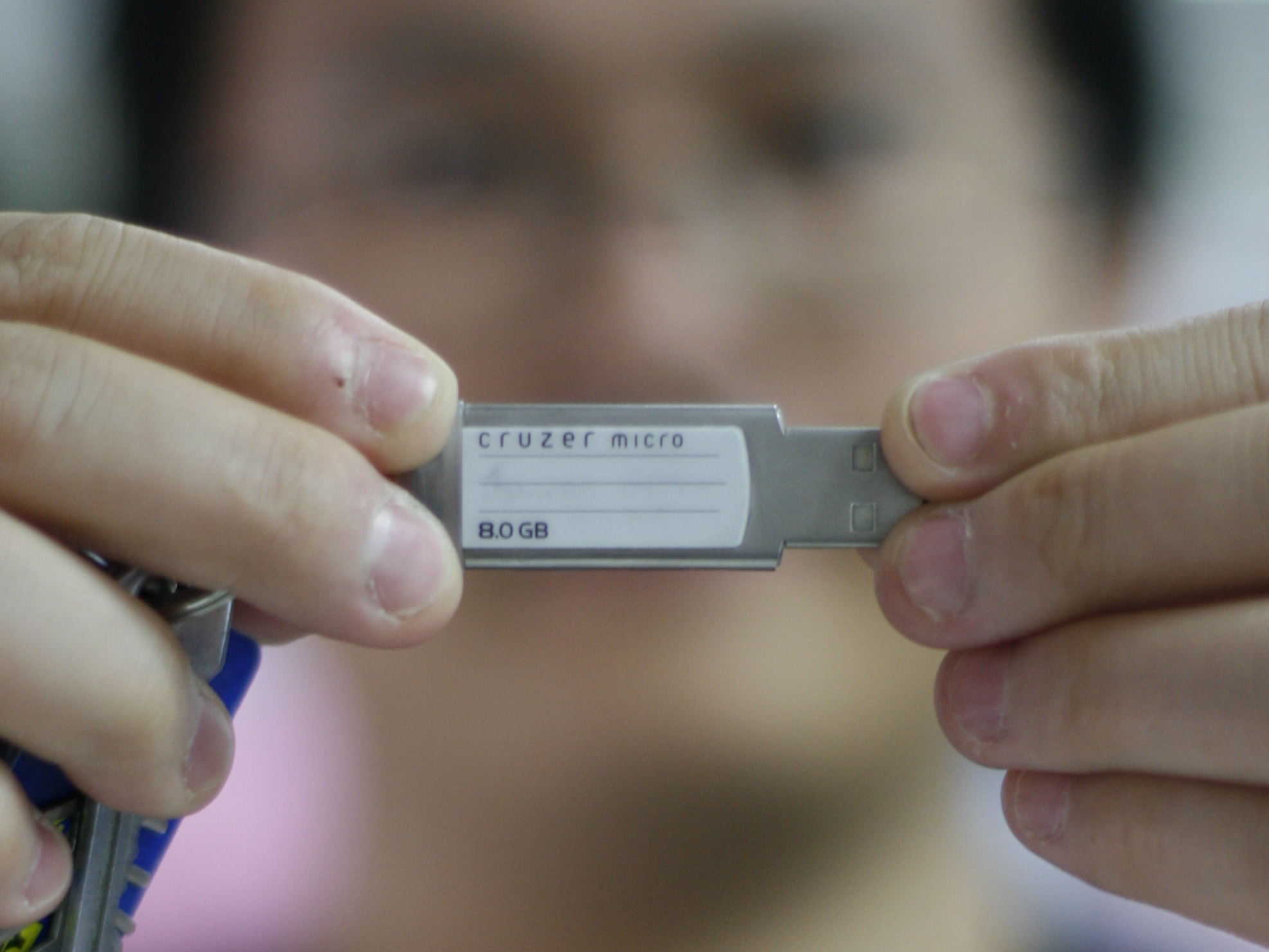
USB 플래시 드라이브는 인터넷을 사용하지 않고 개인 간 데이터 전송을 가능케 한다.

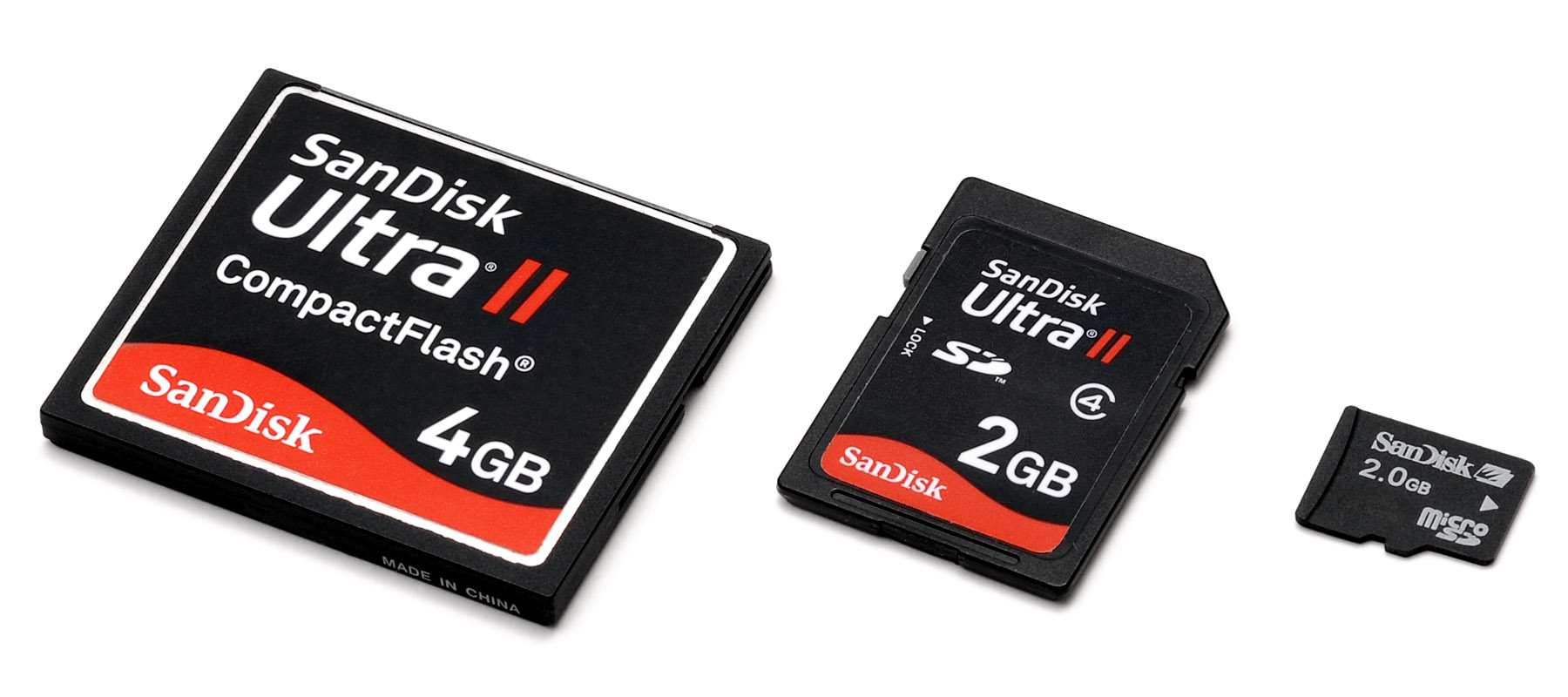
메모리 카드는 파일 전송을 위한 대중적인 물리적 매체이며 기술이 진보함에 따라 크기가 더 작아지고 있다.

스니커넷(Sneakernet)은 컴퓨터 네트워크를 경유하여 전송하지 않고, 컴퓨터 간에 자기 테이프, 플로피 디스크, 광 디스크, USB 플래시 드라이브, 외장 하드 드라이브 등의 매체를 물리적으로 이동함으로써 전자적 정보를 전송하는 것을 가리키는, 격식을 차리지 않고 사용되는 용어이다. 인터넷이나 이더넷의 넷(네트워크)와 전송 매커니즘으로서 스니커즈화를 결합한 용어이다.

## 비슷한 개념
- 지연-내성 네트워크 (예: Haggle project)[2] - 케임브리지 대학교.
- IP over Avian Carriers(RFC 1149): 전서구를 통한 메시지 전달을 기술하는 만우절 RFC.

## 같이 보기
- 다크넷
- 자곤 파일